# Władysław Mietelski
Władysław Mietelski (ur. 21 grudnia 1906 w Passaic w stanie New Jersey, zm. ?) – polski skoczek i narciarz klasyczny.

## Życiorys
Urodził się 21 grudnia 1906 w Passaic w stanie New Jersey. W 1927 roku zdobył mistrzostwo Austrii w skokach narciarskich. W 1928 zakwalifikował się do reprezentacji na igrzyska olimpijskie do Sankt Moritz. Był rezerwowym zawodnikiem w ekipie skoczków narciarskich. W 1929 roku na mistrzostwach świata w Zakopanem zajął 23. miejsce. Na początku lat trzydziestych zakończył karierę sportową. Był uczestnikiem wojny obronnej 1939. Następnie przedostał się na Zachód i walczył w Polskich Siłach Zbrojnych. Po zakończeniu wojny wyjechał do Stanów Zjednoczonych.